# Diritti umani in Italia
(Articolo 2 della Costituzione italiana)

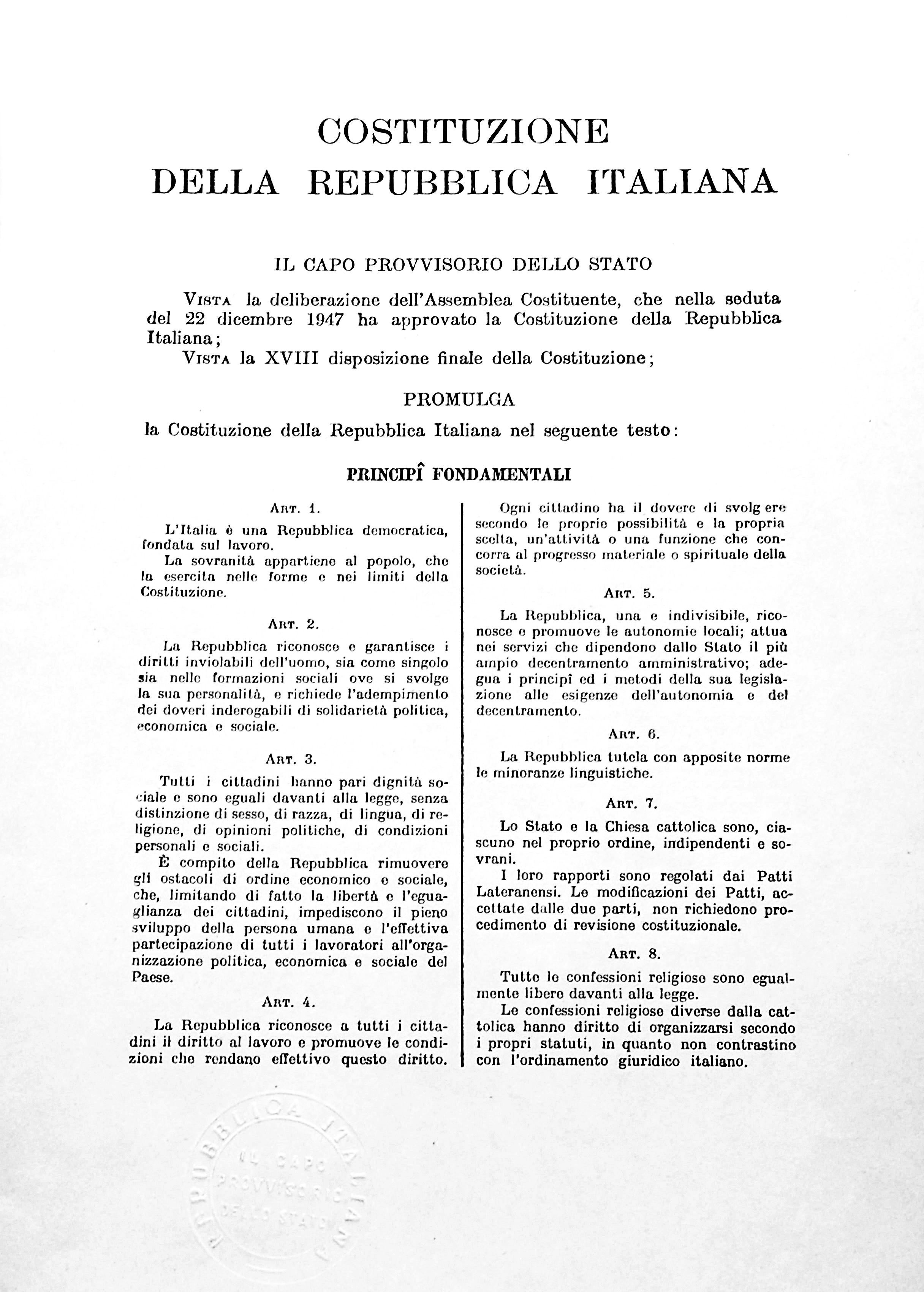
Prima pagina dell'originale della Costituzione della Repubblica Italiana custodito presso l'archivio storico della Presidenza della Repubblica

I diritti umani fondamentali in Italia includono tutte le libertà e diritti fondamentali, quali il diritto alla vita, la libertà di credo e fede, il diritto di asilo da paesi non democratici, il diritto di diritto di associarsi in partiti politici, il diritto al lavoro o al sostentamento, la libertà di manifestazione del pensiero, il diritto di riunione e di movimento, l'habeas corpus, il giusto processo e il diritto alla dignità umana, alla salute, all'ambiente sano, alla sicurezza, all'integrità psico-fisica, e all'uguaglianza davanti alla legge, e la ricerca della giustizia sociale e dell'uguaglianza sociale ove possibile, nonché la funzione sociale della proprietà.
I diritti umani, quali diritti fondamentali di ogni cittadino in ogni paese, in Italia si sono sviluppati nel corso di molti anni, a partire dall'illuminismo e dall'influenza della rivoluzione francese e della primavera dei popoli in poi (Cesare Beccaria, Codice napoleonico, Statuto Albertino), trovando, dopo la parentesi autoritaria del fascismo, il massimo fondamento giuridico nella Costituzione italiana del 1948. 
Vi sono stati momenti considerati critici in seguito con gli anni di piombo e la strategia della tensione, Tangentopoli, la crisi europea dei migranti e la pandemia di COVID-19
L'Italia ha anche un'istruzione e una formazione improntata sui diritti umani, e riconosce specifici diritti per donne, bambini, persone con disabilità e persone LGBT.
L'Italia aderisce alla Carta dei diritti fondamentali dell'Unione europea, alla Corte penale internazionale ed è firmataria della Dichiarazione universale dei diritti dell'uomo, della Convenzione sui diritti del Fanciullo, della Convenzione contro la tortura e i trattamenti e le punizioni crudeli, inumane o degradanti del Patto internazionale sui diritti civili e politici e di tutte le Convenzioni dell'Aia e Convenzioni di Ginevra. Sia gli attivisti che i difensori dei diritti umani sono supportati e l'Italia si impegna a difendere i diritti e la sicurezza di questi individui e gruppi in modo da migliorare i loro sforzi e quelli dei loro partner, insieme all'UE e al Consiglio d'Europa, alle Nazioni Unite e seguendo le linee guida dell'OSCE; l'Italia ha supportato e sostiene anche la diffusione della cultura dei diritti umani nel mondo. Secondo il rapporto Democracy Index calcolato dal settimanale The Economist per esaminare lo stato della democrazia in 167 paesi, l'Italia occupa il 34º posto.

## Sviluppi dei diritti umani in Italia
Contribuendo con sforzi significativi alla protezione dei diritti umani, gli attivisti e i difensori dei diritti umani sono considerati un ruolo centrale dall'Italia, che promuovono i diritti umani e sostengono le vittime le cui libertà fondamentali o diritti umani sono violati. Marco Pannella e Sergio D'Elia (entrambi politici del Partito Radicale), Vittorio Arrigoni, difensore della causa palestinese, l'avvocato italo-sloveno Josip Ferfolja, i due esponenti nonviolenti pacifisti Aldo Capitini e Danilo Dolci, il chirurgo di guerra e pacifista Gino Strada, lo scrittore Roberto Saviano, i pacifisti Lanza del Vasto e Tiziano Terzani, e altri individui sono stati considerati attivisti e difensori dei diritti umani che si sono impegnati in una serie di eventi di protezione dei diritti umani in Italia e nel mondo, e hanno promosso progressi in questo campo.

### Educazione ai diritti umani
L'educazione ai diritti umani è istituita in Italia come strumento fondamentale, che mira a promuovere la consapevolezza dei diritti e i mezzi per utilizzarli come protezione tra i cittadini. Lo strumento cerca inoltre di accrescere il rispetto della dignità umana, favorendo la comprensione reciproca e rafforzando la tutela delle libertà fondamentali degli individui attraverso la garanzia dei loro diritti umani in la società. L'istruzione è svolta in istituzioni sia formali che informali per formare i cittadini italiani a proteggere e promuovere i diritti umani in ogni fase della vita. Nel 2018, il governo italiano ha ideato e lanciato la "Responsabilità di proteggere" come progetto scolastico per promuovere la consapevolezza degli studenti sulla protezione delle libertà fondamentali e dei diritti umani.

## Diritti umani in Italia
È compito della Repubblica rimuovere gli ostacoli di ordine economico e sociale, che, limitando di fatto la libertà e l'eguaglianza dei cittadini, impediscono il pieno sviluppo della persona umana e l'effettiva partecipazione di tutti i lavoratori all'organizzazione politica, economica e sociale del Paese.»
(Articolo 3 della Costituzione italiana)

### Diritti inviolabili
Si tratta di diritti assolutamente inviolabili (come la vita e l'integrità fisica) se non in caso di forza maggiore, e di diritti quali la libertà personale, di corrispondenza, di circolazione, dell'inviolabilità del domicilio, di riunione, di associazione, diritti economici, sociali e culturali, diritti riproduttivi, ecc.

### Libertà di credo e laicità
Ogni anno, l'Italia si coordina con gli stati membri dell'UE per lavorare sulla Risoluzione sui diritti di religione e credo, denunciando varie intolleranze e discriminazioni su l'aspetto delle questioni religiose. L'Italia ha istituito una menzione secondo le Linee guida dell'UE sulla libertà di religione e credo per supportare le azioni contro i Paesi terzi sull'aspetto della libertà o religione a livello dell'UE. Nel frattempo, queste linee guida indicano i diritti di esercitare la libertà di religione collettivamente, mirando a salvaguardare i gruppi con religioni minoritarie. Nel 2017, le iniziative sulla libertà di religione e credo sono state discusse e promosse all'interno della Presidenza italiana del G7 e del suo mandato. Inoltre, con il supporto della Francia, è stata promossa nel 2017 una Risoluzione del Consiglio di sicurezza per la protezione del patrimonio culturale e la lotta contro la transazione illegale di reperti culturali. La risoluzione ha ottenuto l'approvazione unanime ed è stata adottata a marzo dello stesso anno. Per quanto riguarda la lotta alla violenza religiosa, la risoluzione fa riferimento a disposizioni chiave che mirano a promuovere la diversità etnica e religiosa a livello nazionale nel lungo periodo. Secondo rilevamenti statistici Ipsos, nel 2023 il 61% degli italiani (pari a circa 35 milioni di persone) si dichiarava cattolico; il 7% (circa 4 milioni) affiliato ad altre denominazioni cristiane; il 2% ad altre religioni; il 28% (circa 16 milioni) irreligioso; mentre il 2% preferiva non rispondere. Secondo rilevamenti statistici della stessa Ipsos, nel 2017 il 74,4% degli italiani (pari a circa 45 milioni di persone) si dichiarava cattolico; seguivano i non religiosi e i credenti senza religione, complessivamente rappresentanti il 22,6% (pari a circa 13 milioni di persone).

#### Questioni sulla laicità
Il primo tentativo di totale divisione tra Stato e Chiesa è presente nella Costituzione della Repubblica Partenopea, redatta da Mario Pagano nel 1799, che non trovò mai attuazione a causa della repentina restaurazione borbonica. Essa sancì, per la prima volta in Italia, la completa responsabilità dello Stato sui diritti civili, l'istruzione aconfessionalista e la perdita di diritti politici per coloro che avessero pronunciato voti religiosi.
A partire dal Risorgimento, nonostante lo Statuto Albertino riconoscesse il cattolicesimo come religione di Stato, furono varati molti provvedimenti in favore della laicità; questi furono completamente cancellati dal fascismo con i Patti Lateranensi del 1929, rinnovati in senso secolare nel 1984.
Come sottolineato dal paragrafo 4 della sentenza n.203 del 1989 della Corte Costituzionale, per la Costituzione Italiana la laicità è un "principio supremo dello Stato", che si struttura negli artt. 7, 8 e 20; "il principio di laicità, quale emerge dagli artt. 2, 3, 7, 8, 19 e 20 della Costituzione, implica non indifferenza dello Stato dinanzi alle religioni, ma garanzia dello Stato per la salvaguardia della libertà di religione, in regime di pluralismo confessionale e culturale." La Costituzione infatti separa gli ambiti di religioni e Stato, garantisce la libertà religiosa (e quindi, implicitamente, il diritto a non avere alcuna fede, esplicitato dalla stessa pronuncia) e la libertà di pensiero (art. 21), negando alla religione maggioritaria (cattolica) lo status di religione di Stato.
Ci sono stati casi di discriminazione verso gli atei.

Nonostante la divisione tra Stato e Chiesa presente, in Italia vigono una serie di leggi che garantiscono diversi sistemi di finanziamento della Chiesa cattolica e vige nelle scuole pubbliche l'insegnamento della religione cattolica, non obbligatorio, ma con insegnanti approvati dal vescovo ma retribuiti dallo Stato.

### Discriminazione
I principali aspetti inclusi nella discriminazione a livello civile attualmente sono l'antisemitismo, il razzismo e il sessismo. L'Italia ha varato una serie di leggi e codici che combattono la discriminazione e proteggono i diritti umani e le libertà fondamentali dei gruppi vulnerabili e minoritari in diverse fasi della storia. La principale legge antirazzista è la cosiddetta Legge Mancino. Il negazionismo dell'Olocausto e di ogni genocidio riconosciuto è previsto dal 2016 come aggravante del reato di propaganda di odio razziale, ma non come fattispecie a sé.

#### Diritti delle donne
L'Italia si impegna a promuovere l'uguaglianza di genere e l'emancipazione femminile nel paese: come parte della Convenzione delle Nazioni Unite sull'eliminazione di tutte le forme di discriminazione contro le donne, l'Italia è un partecipante che sostiene e promuove i diritti delle donne nel posto di lavoro, nella società e nella famiglia. Le questioni e i miglioramenti correlati vengono promossi all'interno delle Nazioni Unite ogni anno. L'Italia ha promosso la Convenzione del Consiglio d'Europa sulla protezione delle donne dalla violenza, entrata in vigore nel 2014. Nel 2016 è stato adottato il Terzo Piano d'azione nazionale per l'attuazione a livello nazionale dell'Agenda Donne, pace e sicurezza. 
L'introduzione del divorzio e la riforma del diritto di famiglia italiano del 1975, recependo le indicazioni della Costituzione, hanno parificato legalmente i coniugi e la nuova sensibilità ha portato all'abolizione di istituti come il matrimonio riparatore e il delitto d'onore che furono aboliti all'inizio degli anni '80. L'aborto è stato introdotto nel 1978 (Legge 194). Negli anni '90 lo stupro passò da essere reato contro la morale a reato contro la persona. Anche i diritti riproduttivi furono riconosciuti, così come il reato di stalking. Iniziative come il codice rosso sono state messe in corso negli anni 2020 per contrastare il fenomeno dei femminicidi.
Amnesty International Italia ha richiesto "un adeguamento della legislazione italiana e l’introduzione del principio del consenso nei reati di stupro. In Italia il codice penale fa riferimento ad una definizione di stupro basata esclusivamente sull’uso della forza o della coercizione", ma non sulla semplice mancanza di consenso. L'associazione ha chiesto inoltre internazionalmente misure per la protezione di categorie a rischio come le lavoratrici sessuali (e lavoratori) attraverso l'adozione di un modello di depenalizzazione del fenomeno volontario e il contrasto al mero sfruttamento e traffico di esseri umani a fini sessuali. La stessa posizione è sostenuta da altre organizzazioni.

#### Diritti delle persone LGBT
L'omosessualità, legale durante il periodo napoleonico, era un reato nel Regno di Sardegna e il codice penale fu esteso al nuovo Regno d'Italia. L'attività sessuale tra persone dello stesso sesso era stata dichiarata legale, a livello nazionale, dal 1890, sebbene nell'Italia meridionale fosse già legale. I diritti di lesbiche, gay, bisessuali e transgender sono cambiati dal 1890, quando l'attività sessuale tra persone dello stesso sesso, sia maschili che femminili, è diventata esplicitamente legale con il codice penale italiano del 1889, ma subirono conseguenze nuovamente durante il fascismo sebbene il Codice Rocco non menzionasse espressamente l'omosessualità.
Nel 2016, l'Italia ha approvato una legge sulle unioni civili per garantire tutti i diritti del matrimonio alle coppie dello stesso sesso, ad eccezione dell'adozione congiunta. Alcuni diritti legali sono inoltre previsti dalla stessa legge per le coppie dello stesso sesso ed eterosessuali che vivono in una convivenza non registrata.
Dal 1982, l'Italia ha consentito alle persone di cambiare legalmente genere. Per eliminare la discriminazione nei confronti delle persone transgender, in particolare sul posto di lavoro e nell'occupazione, ha vietato la discriminazione dal 2003, sebbene non vi siano altre leggi emanate o codici contro la discriminazione basata sull'orientamento sessuale o sull'identità di genere successive L'ultimo tentativo di una legislazione organica apposita fu il disegno di legge Zan del 2020.

### Diritti dei bambini
A livello multilaterale, in Italia hanno avuto luogo varie iniziative di protezione dell'infanzia e promozione dei diritti dei bambini e l'Assemblea generale delle Nazioni Unite ha anche approvato la Risoluzione annuale che promuove e protegge i diritti del bambino. Nel 2000, per quanto riguarda la Convenzione ONU sui diritti dell'infanzia, l'Italia ha implementato i principi stabiliti dall'ONU nel 1989 sulla protezione dei diritti dei bambini nei conflitti armati. A livello di protezione dei bambini, l'impegno dell'Italia ha portato all'adozione di linee guida sulla protezione dei diritti dei bambini nell'ambito dei protocolli UE e ONU. Nel frattempo, l'Italia sostiene numerose iniziative sui diritti dei bambini secondo le operazioni di mantenimento della pace tramite mandati ONU.

### Leva obbligatoria
Nel 2005 è stato sospeso il servizio militare in Italia, da alcuni visto come un obbligo ingiusto verso i cittadini maschi e un'imposizione non più accettabile, in seguito anche a gravi casi di abusi sulle reclute. Dagli anni '70 era possibile l'obiezione di coscienza e lo svolgimento del servizio civile nazionale come alternativa.

### Il diritto internazionale umanitario
Il diritto internazionale umanitario (DIU) è una parte significativa del sistema legale per un paese che ha stretti legami con le sue alleanze e altri paesi, presentando l'umanitarismo sull'aspetto sociale e morale. L'Italia contribuisce costantemente a promuovere il sistema DIU in modo da limitare gli effetti del conflitto armato sulla popolazione internazionale. Attualmente, l'Italia fa parte delle Convenzioni dell'Aia, dei tre Protocolli aggiuntivi e delle quattro Convenzioni di Ginevra del 1949, che costituiscono legalmente i principali atti sulla questione umanitaria.
I primi strumenti giuridici internazionali sono le Convenzioni dell'Aja del 1899 e del 1907, che dovevano codificare le regole che gli stati belligeranti dovevano osservare in tempo di guerra. Tra le 15 convenzioni che attualmente compongono la "legge dell'Aja", sono di particolare rilevanza: la seconda Convenzione dell'Aja del 1899 relativa alle Leggi e agli usi della guerra terrestre; la quinta e la tredicesima del 1907 che stabiliscono i doveri e i diritti delle potenze neutrali e degli individui al fine di risolvere i problemi durante la guerra terrestre e marittima rispettivamente. Le nazioni firmatarie che sottoscrivono la prima e la seconda Convenzione di Ginevra hanno il dovere di proteggere le popolazioni di feriti, malati, naufraghi, nonché di fornire rifugi e personale medico e ospedali. Il trattamento dei prigionieri di guerra e le regole per proteggere i civili, che vengono catturati dal nemico o in un territorio occupato, sono regolati rispettivamente dalla terza Convenzione di Ginevra e dalla quarta Convenzione di Ginevra.
Sono stati approvati due Protocolli aggiuntivi. Uno era il Primo Protocollo Aggiuntivo che completa le regole sui doveri durante la guerra e questo protocollo ha anche perfezionato la Quarta Convenzione di Ginevra (come il divieto di attaccare i civili).  Inoltre, il Secondo Protocollo Aggiuntivo ha emanato i doveri di proteggere le vittime non internazionali, sviluppando e completando le Convenzioni di Ginevra. Approvato nel 2005, il Cristallo Rosso (un nuovo emblema) è stato introdotto nel Terzo Protocollo Aggiuntivo per l'uso durante il periodo di guerra da parte delle organizzazioni umanitarie internazionali. L'emblema è considerato un simbolo alternativo a quelli tradizionali (tra cui la Croce Rossa e la Mezzaluna Rossa) e non può essere confuso con alcun simbolo religioso. La Croce Rossa Italiana e l'Italia hanno una cooperazione istituzionale da una lunga storia sotto la supervisione del Comitato Internazionale della Croce Rossa.
Attualmente, il Diritto Internazionale Umanitario deve affrontare sfide complesse ed emergenti, ad esempio il territorio sotto il controllo di gruppi terroristici; la protezione delle attività umanitarie; le potenziali minacce degli attacchi informatici; il crescente numero di attori non statali. Da un lato, queste nuove sfide richiedono il miglioramento della diplomazia di crisi a livello preventivo, nonché nuove soluzioni politiche che affrontino i conflitti continui. Dall'altro lato, le disposizioni delle Convenzioni di Ginevra necessitano di maggiore rispetto e applicazione. Il Paese sostiene iniziative volte a rafforzare gli strumenti attuali, assicurando il rispetto del Diritto Internazionale Umanitario e a individuare nuovi strumenti di protezione del Diritto Internazionale Umanitario. L'Italia collabora in particolare con l'istituto di Diritto Internazionale Umanitario.
L'Ordine degli Avvocati di Sanremo, che è una delle organizzazioni più autorevoli, opera come centro di formazione del personale dell'esercito nel campo del Diritto Internazionale Umanitario.

### Diritti dei disabili
I diritti dei disabili sono protetti dalla Costituzione e vi sono legislazioni assistenziali e per l'integrazione e per la lotta alla discriminazione abilista.

### Stato sociale

#### Welfare state
È l'insieme delle politiche pubbliche che proteggono i cittadini nei confronti di bisogni e rischi quali la nascita, la malattia, la vecchiaia, gli infortuni, la disabilità, la disoccupazione, ovvero l’insieme delle politiche sociali.
Entrato in crisi dopo il 1975, a partire dal 1990 si sono rafforzati cambiamenti sociali quali l’invecchiamento della popolazione, il maggiore impiego delle donne, e la diminuzione della natalità. L’economia si è profondamente trasformata a causa della globalizzazione e di cambiamenti economici e strutturali: il settore terziario è diventato centrale, molti lavori si sono precarizzati e molti settori produttivi sono diventati più sofisticati ed integrati. La crescita economica si è ridotta e il debito pubblico è aumentato vertiginosamente. Queste trasformazioni hanno modificato la domanda di servizi e tutele sociali, adattati a nuove sacche di fragilità sociale, una disoccupazione persistente, e nuove esigenze familiari.
Lo stato sociale italiano ha fatto particolarmente fatica ad adattarsi, perché è fortemente sbilanciato verso il rischio di vecchiaia e irrigidito da meccanismi di spesa di lenta e difficile modificazione. I differenti settori dello stato sociale sono stati oggetto di numerose riforme per razionalizzare gli squilibri delle tutele di fronte alle nuove esigenze e per assicurare la sostenibilità finanziaria. Le riforme hanno cercato da un lato di ridurre la spesa pensionistica e dall'altro di espandere le politiche di assistenza sociale tramite ammortizzatori sociali.

### Disuguaglianze e situazione economica
Nella classifica degli Stati per PIL (nominale) l'Italia occupa l'ottavo posto. Il massimo posto (quinto) fu raggiunto negli anni 1980. Nella classifica degli Stati per indice di sviluppo umano occupa il trentesimo posto.

### Ordinamento giuridico e sicurezza

#### Pena di morte
L'Italia abolì la pena di morte nel 1889, a parte la Toscana che fu il primo paese abolizionista del mondo (1786), con l'eccezione di crimini eccezionali e crimini militari. Fu reintrodotta dal regime fascista e infine abolita definitivamente con il ritorno alla democrazia. La Costituzione italiana del 1948 proibisce la pena di morte al di fuori del diritto militare in tempo di guerra (fattispecie espunta completamente nel 2007). A parte il periodo della prima guerra mondiale al fronte e della guerra civile in Italia (1943-1945) con molte esecuzioni sommarie o militari tra cui quella dell'ex dittatore Benito Mussolini, e l'immediato dopoguerra (1945-47) con diverse esecuzioni di collaborazionisti e alcuni criminali comuni (91), tra il 1861 e il 1943 in Italia furono eseguite 321 condanne a morte (pur essendone state comminate molte di più, poi commutate), di cui la metà durante il regime fascista e la maggioranza per motivi politici (320 uomini e una donna). Fu applicata per l'ultima volta tramite fucilazione nel 1947, sia per crimini comuni (3 uomini il 4 marzo 1947) che crimini di guerra (5 marzo 1947, tre ex fascisti condannati per crimini di guerra). Nel 1994 la pena di morte fu cancellata dal codice penale militare, e dal 2007 fu rimosso il riferimento in Costituzione.
La massima priorità è stata dagli anni '80 data alla campagna internazionale per una moratoria sulla pena di morte presso le Nazioni Unite.

Dagli anni '90, sono state promosse diverse iniziative per raggiungere una moratoria universale sulla pena di morte. L'Assemblea generale delle Nazioni Unite ha adottato la moratoria nel 2007 e la risoluzione è stata approvata con un gran numero di voti. Dopo di che, l'Assemblea generale delle Nazioni Unite ha approvato le risoluzioni ogni due anni. L'ultima risoluzione adottata sulla moratoria sulla pena di morte risale al 2018. La risoluzione è stata votata con 121 favorevoli, il numero più alto di "favorevoli" finora registrato. Nel 2014, il Ministero degli Affari Esteri e della Cooperazione Internazionale italiano ha convocato rappresentanti delle organizzazioni della società civile, chiedendo di coordinare l'azione del Paese in modo da promuoverne l'efficacia nel migliorare la consapevolezza nei Paesi terzi per ottenere da loro risposte positive alla risoluzione ONU sulla moratoria prima che la Terza Commissione la votasse.
L'Italia e il suo governo e varie organizzazioni italiane hanno anche supportato campagne contro l'applicazione della pena capitale, facendo anche pressioni diplomatiche verso vari paesi del mondo, in alcuni casi appoggiando singoli condannati, a prescindere dalla colpevolezza; due di essi (gli statunitensi Joseph O'Dell e Dominique Green) furono sepolti in Italia dopo la loro esecuzione, come gesto simbolico.

#### Tortura
(Costituzione italiana, art. 13, comma 5)
(Costituzione, art. 27, comma 3)
L'Italia ha ratificato la Convenzione contro la tortura nel 1989.
Il problema del funzionamento del sistema giudiziario e del sovraffollamento delle carceri è stato al centro di pronunce della CEDU.

##### La fattispecie di reato introdotta nel 2017
Il codice italiano ha finalmente criminalizzato la tortura nel 2017. La pena per la tortura è da quattro a dieci anni, che aumenta nel caso sia coinvolto un esponente delle forze dell'ordine. Se l'atto provoca la morte, la pena è da 30 anni all'ergastolo.
inumano e degradante per la dignità della persona. [...] Il  comma  precedente  non  si  applica nel caso di sofferenze risultanti unicamente dall'esecuzione di legittime misure privative o limitative di diritti.»
(Art. 613-bis del Codice penale italiano)

##### Casi specifici di tortura o brutalità poliziesca
Alcuni casi in cui ci sono state accuse da parte di organizzazioni imparziali o sentenze di tribunali di tortura o brutalità poliziesca:
- Fatti del G8 di Genova
- Strage di Alcamo Marina
- Caso Improta-Dozier
- Omicidio di Federico Aldrovandi
- Omicidio di Stefano Cucchi
- Omicidio di Gabriele Sandri
- Morte di Giuseppe Uva
- Omicidio di Riccardo Rasman

#### Posizione di Amnesty International
Secondo Amnesty International Italia «perché questo ruolo [forze dell'ordine] sia riconosciuto nella sua importanza e svolto nella piena fiducia di tutti, sono essenziali il rispetto dei diritti umani, la prevenzione delle violazioni, il riconoscimento delle eventuali responsabilità ed una complessiva trasparenza sul loro operato. Questa campagna non è contro qualcuno, ma a tutela di tutti. In uno stato dove i diritti umani siano rispettati fino in fondo, le forze di polizia non dovrebbero temere di essere “identificate”. [...] In Italia al momento non abbiamo un’istituzione indipendente di controllo e monitoraggio del comportamento delle forze di polizia.»

#### Casi controversi
- Leggi speciali (anni di piombo)
- Articolo 41 bis
- Ergastolo ostativo

#### Carceri
Il sovraffollamento delle carceri e il problema dei suicidi in carcere costituisce da tempo un problema. L'ex Ministro della Giustizia Annamaria Cancellieri ebbe a dichiarare nel 2013, dopo aver espressamente chiarito che per rispettare il dettato della Corte Europea dei Diritti dell'Uomo sarebbe necessario un provvedimento di amnistia e (soprattutto) di indulto (provvedimento inviso alla maggior parte dei cittadini) di voler studiare possibili soluzioni del problema del sovraffollamento carcerario, dichiarando altresì successivamente che "dobbiamo ringraziare l'Europa che ci ha messo con le spalle al muro... ci dice di fare quello che la nostra Costituzione prevede... in questi anni abbiamo perso la via maestra, abbiamo dimenticato la nostra civiltà. Siamo il paese di Beccaria, ma nella realtà pratica abbiamo una situazione che, ha ragione il Presidente della Repubblica, è ripugnante. Il problema è tuttavia persistente.
Dal 2002 al 2012 nelle carceri italiane sono morti più di 1.800 detenuti: a causa di suicidi accertati (circa un terzo del totale), assistenza sanitaria insufficiente o ritardata, overdose, omicidi o per cause non chiare, ricordando che chi viene trasportato dalla prigione in ospedale in punto di morte, non risulta conteggiato tra i morti in carcere (perché formalmente è morto in ospedale).
Il tasso di suicidi in carcere è rilevante: nel periodo che va dal 1980 al 2012 è stato di circa 20 volte quello registrato nella popolazione libera. La ricerca più completa sul suicidio in carcere, con dati sempre aggiornati, è curata dall'Agenzia "Ristretti Orizzonti".
I suicidi avvengono prevalentemente nelle carceri più affollate e nei periodi iniziali della pena – cioè quando l'individuo deve confrontarsi con la prospettiva del tempo vuoto da trascorrere rinchiuso – e in quelli finali, quando per l'individuo ormai ridotto a dipendere anche mentalmente dall'istituzione totale in cui ha vissuto per anni e anni, privato nel tempo di relazioni, famiglia, risorse economiche, anche a causa di debiti legali o risarcimenti civili dovuti alle vittime, tutto ristretto a determinati parametri imposti per motivi di sicurezza dall'ordinamento penitenziario, e secondo l'associazione la porta del carcere si apre solo verso il nulla. Il tasso di suicidi nei carceri italiani è tra i più alti di tutti i paesi occidentali.
Tale criticità è dimostrata anche dall'elevato tasso di suicidi tra il personale della polizia penitenziaria.
Nel 2023 nelle strutture carcerarie ci sono stati 69 suicidi, nel 2022 84, nel 2021 57, nel 2020 61, nel 2019 53, mentre – secondo quanto riportato da un articolo di Rainews – nei primi 25 giorni del 2024 i suicidi accertati sono stati 10, con una media di un suicidio ogni 2,5 giorni ed una proiezione di oltre 140 suicidi l'anno.
Nel caso di utilizzo di manette o strumenti di contenzione la legge 26 luglio 1975, n. 354, come modificata dalla legge 12 dicembre 1992 n. 492 prevede che «nelle traduzioni individuali l'uso delle manette ai polsi è obbligatorio quando lo richiedono la pericolosità del soggetto o il pericolo di fuga o circostanze di ambiente che rendono difficile la traduzione. In tutti gli altri casi l'uso delle manette ai polsi o di qualsiasi altro mezzo di coercizione fisica è vietato». La circolare del Ministero della giustizia n. 558 dell'8 aprile 1993 ha specificato che spetta all'autorità che esegue la traduzione in carcere verificare la ricorrenza delle condizioni di pericolosità che legittimano l'uso di manette ai polsi. Nel caso di eventuale uso ingiustificato delle manette, ricorrono gli estremi del reato di abuso di autorità contro arrestati previsto e punito dall'art. 608 (abuso di autorità contro arrestati o detenuti) del codice penale italiano.
Per quanto riguarda il loro utilizzo su minorenni il d.lgs. 28 luglio 1989 n. 272 vieta l'utilizzo di strumenti di coercizione fisica, salvo casi che ricorrano gravi esigenze di sicurezza.

#### Sistema giudiziario
Il sistema giudiziario italiano si basa sulla civil law e sulla presunzione d'innocenza fino a condanna definitiva (art. 27 cost.), ed è articolato su tre livelli: due di merito e uno di legittimità (Suprema Corte di Cassazione). Tra le criticità l'uso della custodia cautelare in carcere in alcuni casi ritenuto eccessivo, le carriere unificate tra magistrato inquirente e giudicante, l'uso dei collaboratori di giustizia, lo scarso garantismo in fase processuale, i difficili risarcimenti per ingiusta detenzione e la lunghezza eccessiva dei procedimenti. Il giudice pronuncia sentenza al di là di ogni ragionevole dubbio e secondo il proprio libero convincimento, seguendo la legge, talvolta i precedenti, e il principio di irretroattività e di ne bis in idem.

Il massimo organo giurisdizionale è la Corte costituzionale, le cui pronunce hanno valore di legge come in common law, giudicando sulla costituzionalità delle leggi ordinarie, ma anche le sentenze della Corte europea dei diritti dell'uomo hanno valore costituzionale.

### Libertà di espressione e di stampa
(Articolo 21 della Costituzione italiana, comma 1-2-3)
Freedom House definisce l'Italia come parzialmente libero per l'informazione, nella propria classifica degli Stati del mondo in relazione alla libertà di stampa. Fino al 2002, l'Italia era classificata come paese libero. Il livello è stato declassato a parzialmente libero tra il 2003 e il 2005, nel corso del mandato del governo Berlusconi II e III, a causa di «vent'anni di amministrazione politica fallimentare», la "controversa Legge Gasparri del 2003" e soprattutto la "possibilità per il premier di influenzare la RAI, un conflitto d'interessi tra i più sfacciati del mondo", in riferimento anche a vicende come il codiddetto editto bulgaro.
Dopo essere stata riclassificata come paese "libero" per quanto riguarda la libertà di stampa nel 2006 e 2007 durante il governo Prodi II, l'Italia è stata di nuovo declassificata a "parzialmente libero" a partire dal 2008 con il governo Berlusconi IV e i successivi governi, a causa della presenza in politica dell'ex premier Berlusconi. L'Italia costituisce una «anomalia nella regione», secondo Freedom House, che riporta nello specifico i crescenti tentativi del governo di interferire con la politica editoriale dei mezzi di comunicazione pubblici, in particolare circa la copertura degli scandali del premier Silvio Berlusconi.
Secondo Reporter senza frontiere, in  termini di libertà di stampa, l'Italia occupa il 43° posto nel Press Freedom Index stilato dalla ONG francese nel 2019.
Secondo il Democracy Index occupa il 34° posto ed è definita come "democrazia imperfetta".
Permangono secondo alcuni giuristi diversi reati d'opinione, quali il vilipendio della Repubblica, delle istituzioni costituzionali e delle forze armate, il vilipendio o danneggiamento alla bandiera o ad altro emblema dello Stato, l'offesa alla bandiera o ad altro emblema di uno Stato estero, le offese a una confessione religiosa, ecc. Secondo altri si utilizzerebbe lo strumento della querela per diffamazione per intimidire la libertà di pensiero e di inchiesta.
La censura cinematografica, non attiva da molti anni, è stata abolita nel 2021.

### Rapporti sullo stato della libertà politica e sui diritti sociali e civili
Nel 2024 l'Italia risulta da Freedom House avere un punteggio di 90/100, con i diritti politici che hanno un punteggio di 36/40 e quelli civili di 54/100; secondo l'organizzazione «il sistema parlamentare italiano è caratterizzato da elezioni multipartitiche competitive. Le libertà civili sono generalmente rispettate, ma persistono preoccupazioni sui diritti dei migranti e delle persone LGBT+. Le disuguaglianze regionali sono persistenti e sostanziali. I problemi endemici di corruzione e criminalità organizzata rappresentano una sfida duratura allo stato di diritto e alla crescita economica».
Gli ultimi rapporti di Amnesty International sono invece stati più critici.
(Amnesty International, introduzione rapporto 2022-23)
Per Human Rights Watch:
Le autorità hanno preso di mira i diritti delle coppie omogenitoriali. La violenza di genere e la risposta inadeguata da parte dello stato destano ancora seria preoccupazione.
Con un quarto della popolazione a rischio di povertà o esclusione sociale, il governo ha deciso di eliminare un sostegno importante come il reddito di cittadinanza.
Organismi internazionali per i diritti umani hanno evidenziato la pressione sulle associazioni civili che assistono i migranti, il razzismo e la discriminazione di cui sono vittime le persone rom e di origine africana, e alcune preoccupazioni riguardo allo stato di diritto.»
Nel 2025 un gruppo di esperti dell'Organizzazione delle Nazioni Unite ha criticato il cosiddetto "decreto sicurezza" del governo Meloni affermando che «il decreto è composto da definizioni vaghe e ampie disposizioni riguardanti il terrorismo che potrebbero portare ad applicazioni arbitrarie. Inoltre, il decreto mette a rischio la libertà d'espressione e potrebbe assumere caratteri discriminatori nei confronti di specifici gruppi di cittadini, incluse minoranze razziali ed etniche, migranti e rifugiati. Potenzialmente, si rischia di incorrere in violazioni dei diritti umani».

### Diritti dei rifugiati
L'Italia accoglie il maggior numero di rifugiati e migranti tra tutti i paesi europei, per lo più rifugiati dalla Libia e da altre parti dell'Africa. Mentre alcuni centri di accoglienza per rifugiati forniscono alloggi, infrastrutture e assistenza medica adeguati, altri sono sovraffollati e hanno condizioni igieniche e di manutenzione pessime. Mentre oltre 119.000 migranti hanno raggiunto l'Italia in sicurezza nel 2017 (in calo rispetto agli oltre 180.000 del 2016), si stima che oltre 2.800 siano morti durante la traversata del Mar Mediterraneo. Alcuni casi che hanno fatto discutere riguardano l'atteggiamento dei governi italiani verso le ONG quali Proactiva Open Arms e Sea-Watch.

#### Cooperazione con il governo libico
Per cercare di arginare il flusso di rifugiati che entrano in Italia attraverso i porti della Libia sul Mar Mediterraneo, il governo italiano ha collaborato dal 2017 con il governo libico, fornendo alla guardia costiera libica imbarcazioni e altri mezzi di supporto per controllare la fuga dei rifugiati. Ciò è continuato nonostante le segnalazioni di gravi maltrattamenti dei rifugiati da parte delle autorità libiche. Sono state registrate imbarcazioni libiche, donate dall'Italia, che hanno interrotto le missioni di salvataggio in mare e abbandonato i migranti in difficoltà ad annegare.

### Richiedenti asilo
Nel 2017, circa 130.000 persone hanno chiesto asilo in Italia. Oltre il 40% di queste persone ha ricevuto protezione al primo tentativo. Nell'autunno di quell'anno, i procuratori italiani avviarono un processo a diversi funzionari responsabili della deportazione dei parenti del dissidente kazako Mukhtar Ablyazov, incriminando il giudice responsabile e tre poliziotti per i reati di sequestro di persona, false dichiarazioni e abuso di potere.
Un caso analogo avvenne negli anni '90 e coinvolse il leader curdo Abdullah Ocalan.

## Organizzazioni rappresentative per i diritti umani
Oltre alle organizzazioni internazionali Amnesty International Italia, Human Rights Watch per l'Italia, Croce Rossa italiana, sono attive diverse altre organizzazioni nazionali tra cui le seguenti.

### Associazione Antigone
Fondata nel 1991, la sede centrale dell'Associazione Antigone è a Roma. In quanto associazione non governativa, l'associazione si impegna a proteggere i diritti civili degli individui e a garantire l'efficacia e la giustizia del sistema penale. Dibattendo sui modelli di criminalità e diritto, l'associazione alimenta l'evoluzione del sistema legale in Italia. Inoltre, promuove campagne di risorse e intese su questioni relative alla cultura giuridica in Italia. L'Assemblea degli azionisti, il presidente e alcuni altri rappresentanti del governo sono gli organi nazionali di Antigone.

### Ristretti Orizzonti
Altra associazione e agenzia che si occupa di monitorare la situazione carceraria.

### Istituto Internazionale di Diritto Umanitario (IIHL)
Fondata nel 1970, l'organizzazione è un istituto indipendente e senza scopo di lucro. La sede centrale dell'IIHL è a Villa Ormond, Sanremo, Italia. Nel frattempo, c'è un ufficio di collegamento che è stato costruito a Ginevra, Svizzera. Il compito e l'obiettivo principale dell'istituto è promuovere e migliorare lo sviluppo dei diritti umani e del diritto umanitario a livello internazionale, nonché garantire l'efficacia e i miglioramenti del diritto dell'immigrazione, del diritto dei rifugiati e delle questioni relative. IIHL si coordina anche con diverse organizzazioni internazionali, come il Comitato Internazionale della Croce Rossa, la Federazione Internazionale della Croce Rossa e l'Organizzazione Internazionale per le Migrazioni, per fornire assistenza umanitaria alle persone a livello internazionale.

### Associazioni legate al Partito Radicale

#### Non c'è Pace Senza Giustizia
Fondata nel 1993, Non c'è Pace Senza Giustizia è un'organizzazione senza scopo di lucro con sede a Roma, legata al Partito Radicale, e fondata da Marco Pannella ed Emma Bonino. Lo scopo principale delle organizzazioni è quello di occuparsi di questioni relative alla criminalità internazionale ed eliminare i conflitti a breve termine, porre fine ai combattimenti e garantire le libertà fondamentali e i diritti umani a livello internazionale. Dal 1993, le attività principali originali di Non c'è pace senza giustizia sono state istituite per supportare i mandati della Corte penale internazionale permanente e migliorare l'efficacia del sistema giudiziario nell'aspetto della gestione dei crimini contro l'umanità.

#### Nessuno tocchi Caino
Nessuno tocchi Caino (in inglese Hands Off Cain) è una ONG italiana, attiva internazionalmente, affiliata anch'essa al Partito Radicale Transnazionale, fondata da Sergio D'Elia, Marco Pannella e Mariateresa Di Lascia, il cui principale obiettivo è l'attuazione della moratoria universale della pena di morte e più in generale la lotta contro la tortura.

#### Altre
- Il detenuto ignoto
- Associazione Luca Coscioni (Radicali Italiani)
- Comitato Radicale per la Giustizia "Piero Calamandrei"
- Associazione Radicale Certi Diritti

### Altre organizzazioni
- Federazione Italiana Diritti Umani - Comitato Italiano Helsinki
- Memorial International - sede italiana
- Civil Liberties Union for Europe - sezione italiana
- Federazione internazionale dei diritti umani - sezione italiana
- Unione Forense per la Tutela dei Diritti Umani
- Emergency